# Chlorid indný
Chlorid indný je anorganická sloučenina s chemickým vzorcem InCl. Chlorid indný byl poprvé izolován v roce 1926 v rámci výzkumu sloučenin india s chlorem. Je to jeden ze tří známých chloridů india.

## Příprava
Chlorid indný lze připravit reakcí india s chlorem nebo chloridem inditým ve vakuu při teplotě 300 °C až 400 °C nebo s chloridem rtuťnatým při teplotě 350 °C:
2 In + Cl2 → 2 InCl
2 In + InCl3 → 3 InCl
2 In + HgCl2 → 2 InCl + Hg

## Vlastnosti
Chlorid indný se vyskytuje ve dvou modifikacích. Buď jako žlutá diamagnetická látka, která krystalizuje v kubické soustavě typu chloridu sodného, vyjma úhlu vazby, která není 90°, ale je mezi 71 a 130°. Má prostorovou grupou P213 (číslo 198) a mřížkový parametr a = 12,37 Å. Při teplotě nad 120 °C nebo 135 °C je to červená látka, která krystalizuje v ortorombické soustavě typu jodidu indného.

## Reaktivita
Relativně vysoká energetická hladina 5s elektronů centra india činí chlorid indný náchylným k oxidaci a disproporcionaci na indium a chlorid inditý. Zdá se, že tetrahydrofuran usnadňuje disproporcinaci chloridu indného a jiných indných halogenidů.